# Шенуаз-Кюшармуа
Шенуаз-Кюшармуа (фр. Chenoise-Cucharmoy) — муніципалітет у Франції, у регіоні Іль-де-Франс, департамент Сена і Марна. Шенуаз-Кюшармуа утворено 1 січня 2019 року шляхом злиття муніципалітетів Шенуаз i Кюшармуа. Адміністративним центром муніципалітету є Шенуаз. Населення — 1654 особи (01.01.2021).